# Andrea Rost
Andrea Rost (Boedapest, 15 juni 1962) is een Hongaars lyrisch sopraan. Zij heeft hoofdrollen gezongen in de Weense Staatsopera, het Teatro alla Scala, het Royal Opera House, de Opéra de Paris, de Metropolitan Opera en de Salzburger Festspiele.  In 1997 kwam haar eerste solo-album uit, Le delizie dell’ amor, met belcanto aria's en aria's uit opera's van Verdi and Puccini.

## Biografie
Andrea Rost studeerde bij Zsolt Bende aan de Franz Liszt Muziekacademie. Zij studeerde nog met een beurs van de Hongaarse Opera toen zij in 1989 Juliette zong in Gounods Roméo et Juliette in de Opera van Boedapest.
Twee jaar later, in 1991, werd ze de solist van de Weense Staatsopera, waar zij al haar grote rollen zong; het Weense kennerspubliek hoorde haar prachtige vertolkingen van de rollen Zerlina via Adina en Susanna tot Lucia di Lammermoor en Violetta, evenals een aantal concerten.
Zij boekte in 1994 een geweldig internationaal succes bij de première van Rigoletto in La Scala, waarvoor zij uitgenodigd was door Riccardo Muti, en sindsdien is zij daar een geregeld gastzanger. Zij was al een gevierde ster toen zij in 1995 Pamina zong bij de première van Die Zauberflöte. Deze rollen werden gevolgd door Susanna in Mozarts Le Nozze di Figaro, en Violetta in Verdi’s La Traviata. In januari 2006 vertolkte zij verscheidene malen de rol van Gilda in het Teatro alla Scala.
Tijdens de Salzburger Festspiele trad zij op in verscheidene producties, waaronder Richard Strauss’s Die Frau ohne Schatten (de stem van een valk, onder leiding van George Solti), Monteverdi’s L’Incoronazione di Poppea (Drusilla, onder Nikolaus Harnoncourt), Verdi’s Traviata (Violetta, onder Riccardo Mutti), en Moessorgski’s Boris Godoenov (Xenia, onder Claudio Abbado). In de Opéra Bastille van Parijs zong zij Susanna, Gilda, Lucia en Antonia (in Offenbachs Les contes d’Hoffmann). 
In het Royal Opera House in Covent Garden trad ze voor het eerst op als Susanna, wat zij met veel succes liet volgen door Violetta. Zij zong de titelrol van Donizetti’s Elisabeth (Il castello di Kenilworth) bij een concertuitvoering, die ook een wereldpremière was. In 2003/2004 trad ze op als Lucia di Lammermoor.
In juni 2006 zong zij in het Teatro Real van Madrid de rol van Blanche van Poulencs Les dialogues des Carmélites.
In de Verenigde Staten is zij verscheidene malen opgetreden in de Lyric Opera of Chicago met Zerlina, Gilda, Violetta en Giulietta (Bellini: I Capuleti e i Montecchi), in oktober 2005 vertolkte zij Carmen. Zij debuteerde in 1996 in de Metropolitan Opera in New York als Adina in Donizetti’s L'elisir d'amore, en zong daar later ook Gilda, Lucia en Violetta. De laatste keer, in april 2006, zong zij Susanna in de Metropolitan. Zij zong Antonia in de Opera van Washington, en dezelfde rol in de Opera van Los Angeles. In maart 2002 zong zij Pamina in Los Angeles. In april 2005 vertolkte zij Pamina verscheidene malen in Washington. 
Rost wordt vaak uitgenodigd om te zingen in het Nieuwe Nationale Theater van Tokio. In de Hongaarse Opera zingt zij vaak haar favoriete rollen Gilda, Lucia di Lammermoor en Violetta. 
In 1997 won zij de Lisztprijs en in 2004 de Kossuthprijs. Sinds 1999 heeft zij de titel ”Artist of Merit”.